# Ferăstrău

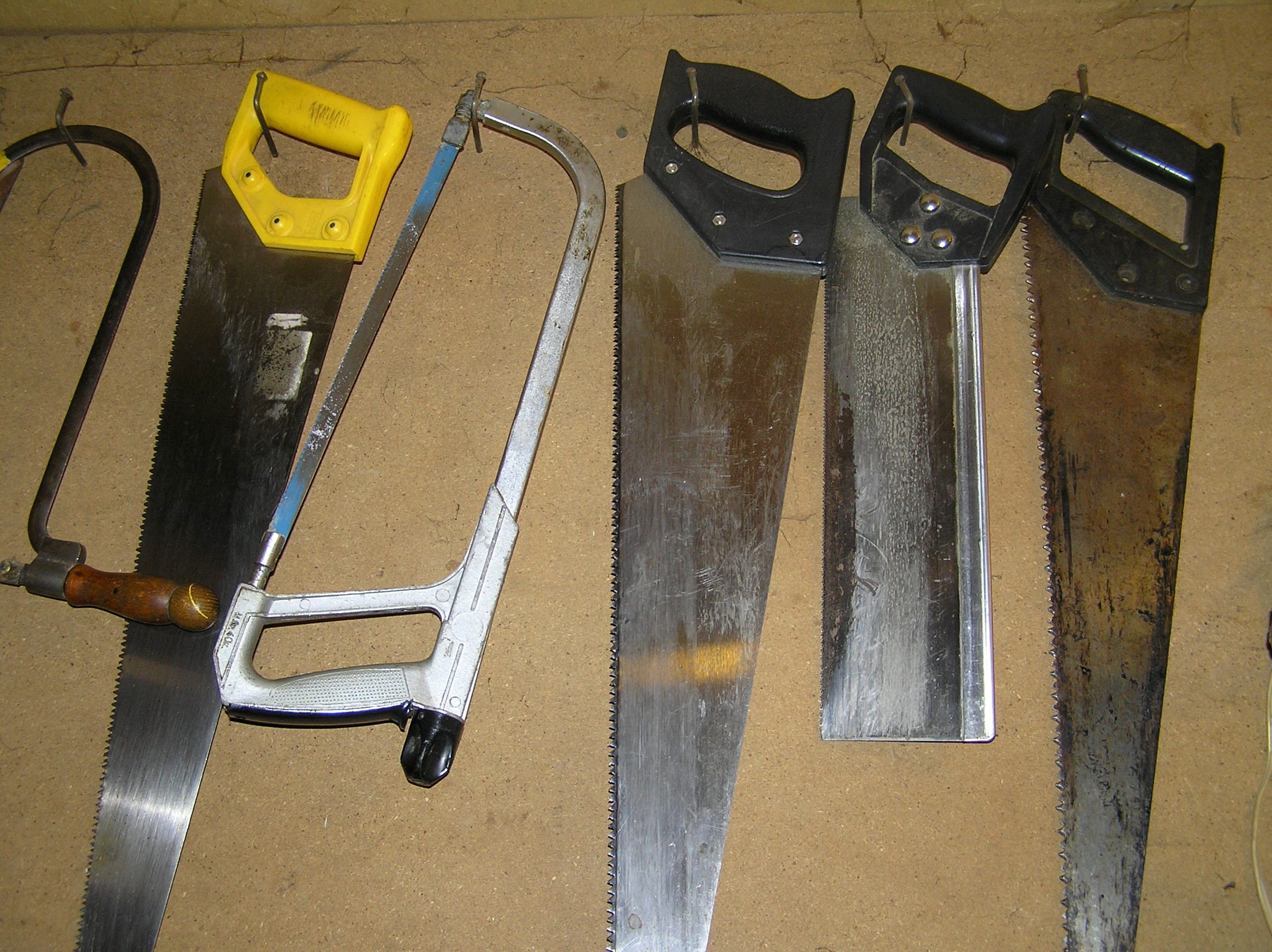
Ferăstraie de mână

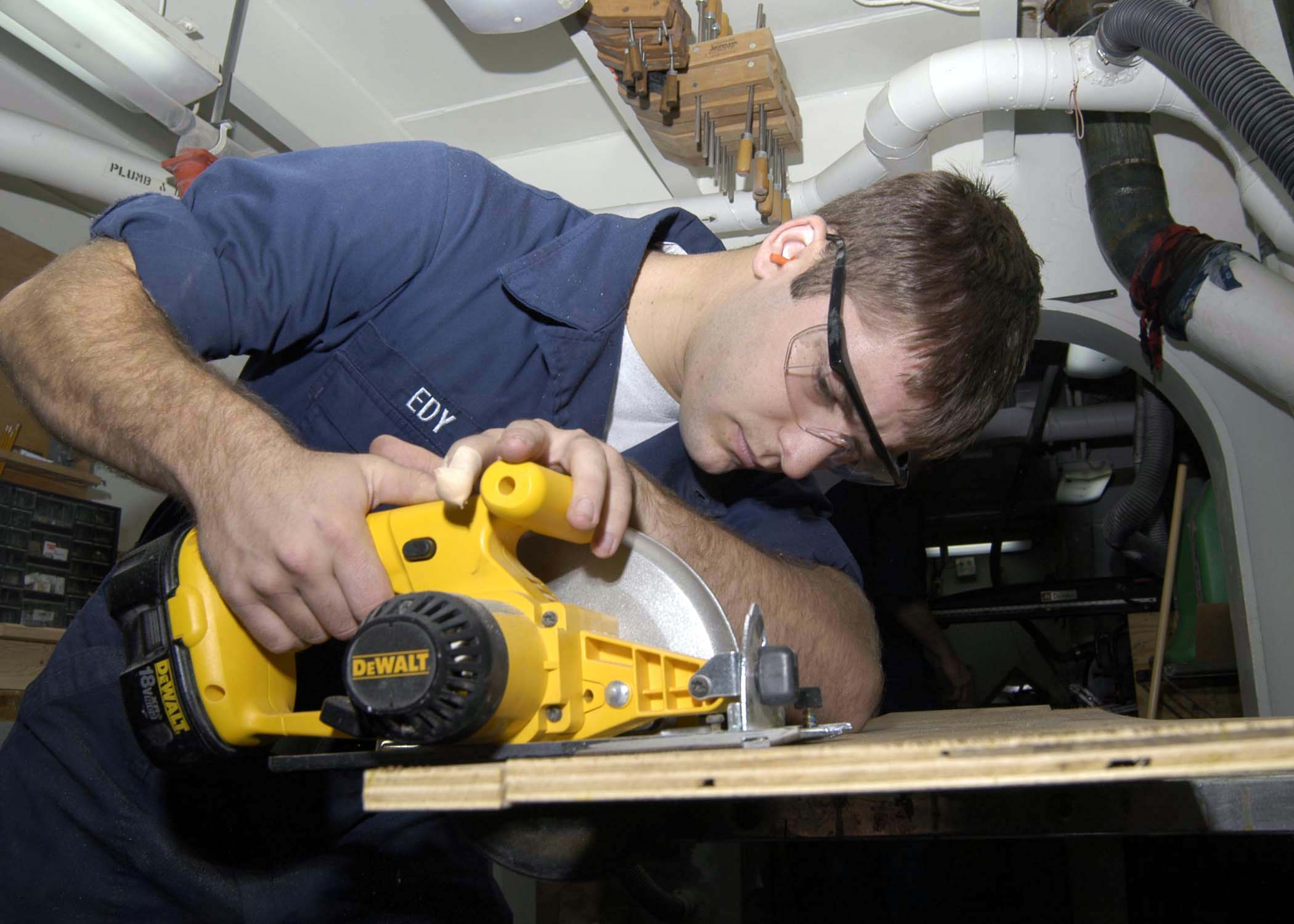
Ferăstrău circular

Ferăstrău (variante: fierăstrău, ferestrău, herăstrău) se numește o unealtă sau mașină-unealtă prevăzută cu o lamă, o bandă sau un disc de oțel, cu dinți ascuțiți, pusă în mișcare manual sau pe cale mecanică și folosită pentru tăiatul unor materiale precum lemne, metale etc.

## Etimologie
În cartea 101 greșeli de lexic și de semantică, apărută în 2012 la Editura Humanitas, autorii Adina Dragomirescu și Alexandru Nicolae fac următoarea remarcă:
Este interesant să ne oprim asupra unui cuvânt care ilustrează dinamica normei lexicale sub presiunea uzului. În studiile din a doua jumătate a secolului al XX-lea (Hristea 1968: 217, 241, 1991d: 220), se condamna deformarea cuvântului ferăstrău ca fierăstrău, sub influența substantivului fier. Ferăstrău este împrumutat din maghiară (fűrész) și nu are legătură directă cu substantivul românesc fier. În conformitate cu originea cuvântului, DOOM1 înregistra numai forma ferăstrău. În schimb, ca urmare a folosirii intense a formei „greșite“, DOOM2 înregistrează ambele forme, și pe cea etimologic corectă (ferăstrău), și pe cea atinsă de etimologie populară (fierăstrău).
De remarcat că și cuvântul fűrész este derivat din termenul în germană Führsäge, din care a derivat și forma firez sau firiz, regionalism românesc din Transilvania pentru ferăstrău de mână.

## Ceaprazul
Poziționarea alternativă a dinților de ferăestrău într-o parte și în alta, prin îndoire sau turtire, în afara planului pânzei, pentru a face mai ușoară tăierea materialului, se numește ceapraz.
Operațiunea de încovoiere a dinților ferăstrăului, pentru a realiza ceaprazul, se numește ceaprăzuire.
Operațiunea de ceaprăzuire se realizează prin ascuțirea și îndoirea pânzelor panglică de tâmplărie, pânzelor panglică pentru ferăstraiele profesionale, pânzelor panglică pentru ferăstraiele mobile, pânzelor circulare monometalice. Pentru ferăstraiele profesionale executarea ceaprazului se realizează prin turtirea pânzelor panglică.
Principalele tipuri de ceaprăzuire sunt următoarele:
- Ceaprăzuire standard (un dinte spre dreapta, unul spre stânga și unul drept)
- Ceaprăzuire dreapta-stânga (un dinte spre dreapta și unul spre stânga)
- Ceaprăzuire grupată (doi dinți spre dreapta, doi dinți spre stânga și unul drept)

Ceaprăzuirea prin îndoire se poate face manual cu un clește de ceapraz la o distanță de 1/3 până la 1/2 din înălțimea dintelui, prin înclinarea vârfului după o direcție perpendiculară pe planul pânzei. La ceaprăzuire este important să se asigure uniformitatea mărimii ceaprazului, valoarea admisibilă a abaterii este de + 0,05 mm.
Unghiurile de ascuțire recomandate în funcție de tipul ceaprazului și specia care se debitează sunt următoarele:
| Specia                   | Ceapraz îndoit | Ceapraz turtit |
| ------------------------ | -------------- | -------------- |
| Foioase tari             | 15° - 220°     | 18° - 220°     |
| Rășinoase și foioase moi | 25° - 270°     | 26° - 280°     |